# Distretto di Gölpazarı
Il distretto di Gölpazarı (in turco Gölpazarı ilçesi) è uno dei distretti della provincia di Bilecik, in Turchia.